# Hanna Schygulla

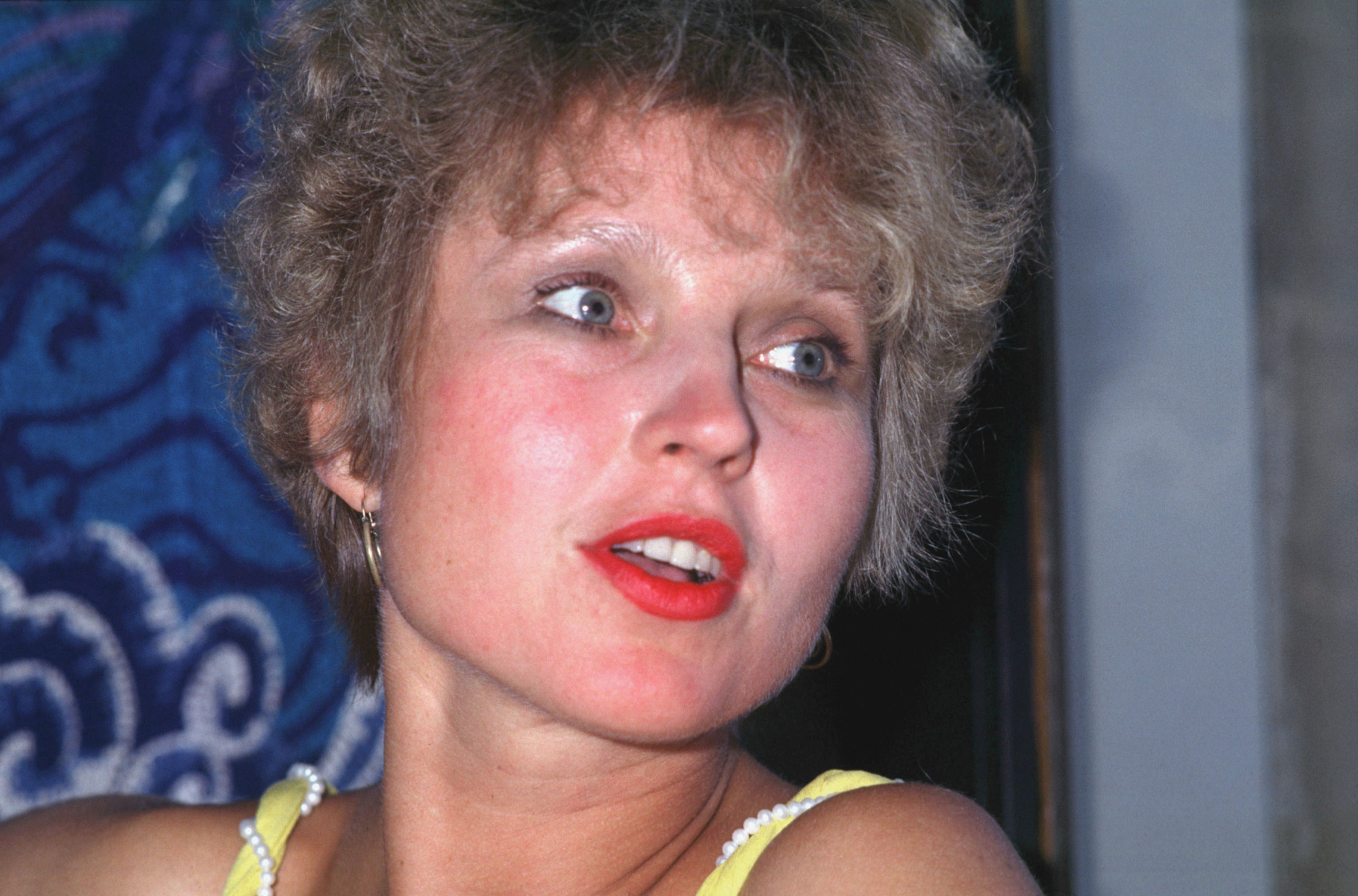
Hanna Schygulla, 1982

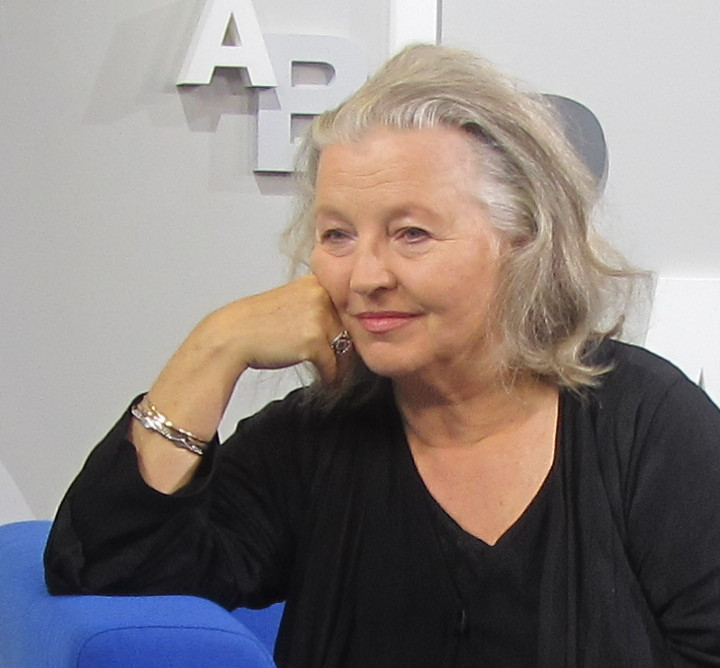
Auf der Frankfurter Buchmesse 2013

Hanna Schygulla (* 25. Dezember 1943 in Königshütte, Oberschlesien) ist eine deutsche Schauspielerin und Sängerin. Neben der Arbeit im Theater war sie seit Ende der 1960er-Jahre in über 100 Film- und Fernsehrollen zu sehen und wurde vielfach preisgekrönt. Bekanntheit erlangte sie vor allem in den 1970ern durch das filmische Werk von Rainer Werner Fassbinder, das sie maßgeblich mitgeprägt hat. Ab den 1980er-Jahren konnte sie auch internationale Erfolge im europäischen Kino vorweisen. Ausgezeichnet wurde sie u. a. mehrfach mit dem Deutschen Filmpreis, dem Darstellerpreis des Filmfestivals von Cannes, dem Verdienstkreuz 1. Klasse der Bundesrepublik Deutschland, dem Bayerischen Verdienstorden und 2010 mit dem Goldenen Ehrenbären der Berlinale für ihr Lebenswerk. Einem jüngeren Kinopublikum blieb sie zuletzt durch Rollen in Werken von Autorenfilmern wie Hans Steinbichler, Fatih Akin oder François Ozon in Erinnerung.

## Leben und Werk

### Kindheit und Jugend
Die Tochter des Holzhändlers Joseph Schygulla und seiner Frau Antonie, geborene Mzyk, kam 1945 mit ihrer Mutter, die aus Oberschlesien flüchten musste, nach München; der Vater kehrte 1948 aus der Kriegsgefangenschaft zurück. Nach dem Abitur am Luisengymnasium in München und einem Jahr als Au-pair-Mädchen in Paris studierte sie ab 1964 Germanistik und Romanistik an der Ludwig-Maximilians-Universität München und nahm dort gleichzeitig Schauspielunterricht am Fridl-Leonhard-Studio.

### Die Ära Fassbinder
Rainer Werner Fassbinder, der sie von der Schauspielschule her kannte, holte sie im September 1967 an das Action-Theater. Sie spielte dort und vor allem im nachfolgenden Antiteater in zahlreichen Inszenierungen. Nach einigen kleineren Filmrollen wurde sie im April 1969 von Fassbinder in dessen Filmwerk Liebe ist kälter als der Tod eingesetzt. Von da an spielte Schygulla bis 1972 mit einer Ausnahme in allen Fassbinder-Filmen und vielen seiner Theaterstücke und prägte mit ihm den sogenannten Autorenfilm.

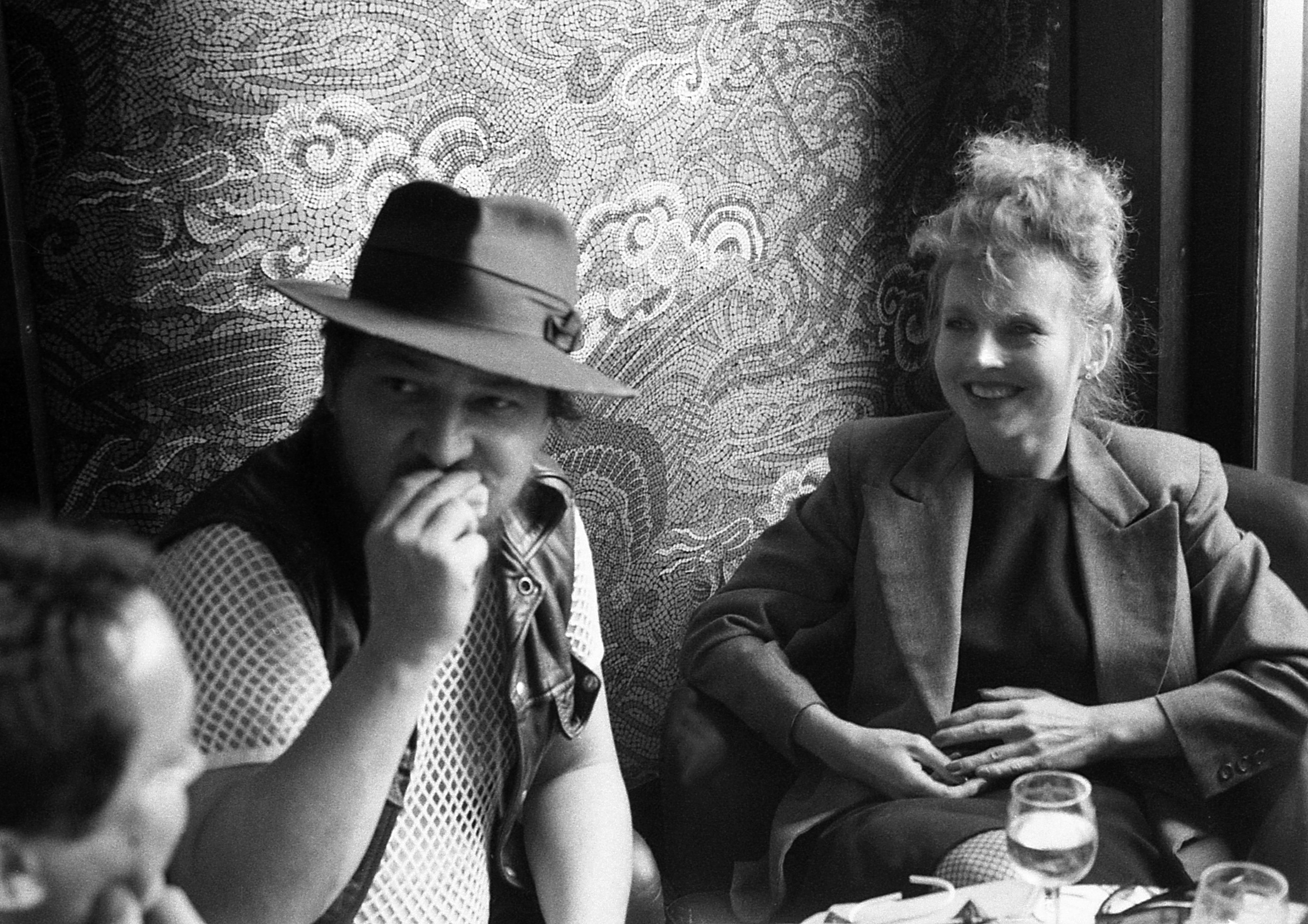
Mit R. W. Fassbinder bei den Filmfestspielen von Venedig 1980

1974 endete nach einem Konflikt zunächst die enge Zusammenarbeit mit Fassbinder. Allerdings arbeiteten die beiden bis zu Fassbinders Tod im Jahr 1982 weiterhin äußerst erfolgreich zusammen. 1981 erhielt Schygullas Darstellung der Lale Andersen in Fassbinders Film Lili Marleen, dem Höhepunkt ihrer künstlerischen Zusammenarbeit, internationale Anerkennung.
Schygulla wirkte im Jahr 2000 in Rosa von Praunheims Film Für mich gab's nur noch Fassbinder mit.

### Internationale Karriere
Nach 1974 spielte sie in zahlreichen Filmen anderer Regisseure (u. a. bei Wim Wenders und beim Schweizer Gaudenz Meili). Daneben ging sie auf Theatertourneen und übernahm Rollen in klassischen Theaterstücken wie Rose Bernd.
1978 kam es für das Nachkriegsmelodram Die Ehe der Maria Braun zu einer erneuten Zusammenarbeit mit Fassbinder. 1979 erhielt sie den Silbernen Bären für die beste weibliche Hauptrolle in diesem Film. Aus dem Schatten des Regisseurs gelöst, galt sie nun als Schauspielerin von Weltrang, bekam internationale Angebote und trat in französischen, italienischen und US-amerikanischen Filmen auf. Mit dem polnischen Regisseur Andrzej Wajda drehte sie Eine Liebe in Deutschland und spielte in namhaften Produktionen renommierter europäischer Regisseurinnen (Margarethe von Trotta) und Regisseure mit, u. a. Volker Schlöndorff, Ettore Scola, Jean-Luc Godard und Carlos Saura sowie Marco Ferreri, unter dessen Anleitung sie den Darstellerpreis des Filmfestivals von Cannes 1983 für Die Geschichte der Piera gewann.
In Hollywood übernahm Schygulla die Rolle von Katharina der Großen in der Fernseh-Miniserie Peter der Große von Marvin J. Chomsky und spielte die Hauptrolle in der Komödie Für immer Lulu von Amos Kollek. Große Erfolge in Übersee blieben jedoch aus. Schygulla selbst wollte sich nie als „Charakterdarstellerin“ oder „Traumfrau“ verstanden wissen. Auch legte sie keinen Wert darauf, dem amerikanischen Publikum als deutsche Antwort auf Marilyn Monroe zu gefallen oder als erotische Kopie von Marlene Dietrich klassifiziert zu werden.
Im Jahr 2002 wirkte sie im Projekt VB51 der Künstlerin Vanessa Beecroft mit. In den letzten Jahren arbeitete sie vor allem mit Filmregisseuren der jüngeren Generation, etwa mit Till Franzen in Die blaue Grenze (2005), Hans Steinbichler in Winterreise (2006) und mit Fatih Akın in Auf der anderen Seite (2007). Für den letzteren Film war sie 2008 als beste Nebendarstellerin für den Deutschen Filmpreis nominiert und sie gewann als erste deutsche Schauspielerin in derselben Kategorie den National Society of Film Critics Award.
Zu Beginn der 2020er-Jahre verpflichtete sie der französischen Regisseur François Ozon für zwei seiner Filmprojekte. Neben Alles ist gut gegangen (2021) erschien sie auch in Peter von Kant, einer Neuverfilmung von Fassbinders Werk Die bitteren Tränen der Petra von Kant.

### Sängerin und Autorin
Seit den 1990er Jahren ist sie auch als Chansonsängerin bekannt. Unter anderem tourte sie mit einem Brecht-Abend, in dem sie auf Spanisch sang und rezitierte, durch Europa. Ihre Konzertreisen führten sie ebenfalls nach Polen, die ehemalige Sowjetunion, Italien und Spanien sowie Südamerika.
Im Herbst 2013 veröffentlichte Hanna Schygulla im Schirmer/Mosel Verlag ihre Autobiographie Wach auf und träume. Im Februar 2014 stellte sie ihre Rauminstallation Traumprotokolle in der Berliner Akademie der Künste vor, die von ihr selbst seit 1978 inszenierte und produzierte Videokurzfilme präsentiert und zuvor bereits in Paris und New York zu sehen war.

### Privates und Politisches
Aus dem zunehmend als hektisch empfundenen München wich Schygulla in den späten 70er Jahren ins ländliche Peterskirchen bei Trostberg/Bayern aus und lebte dort in der „Künstlerkolonie“ im Alten Pfarrhof und von 1981 bis 2014 an ihrem Hauptwohnsitz in Paris. Sie hatte bis 1995 eine langjährige Beziehung mit dem französischen Drehbuchautor Jean-Claude Carrière, mit dem sie zusammenlebte. Sie bezeichnet sich selbst als „Brückenmensch“. Ab Anfang der 1990er Jahre reiste sie zwei Jahrzehnte lang nach Bayern, um die Pflege ihrer kranken Eltern sicherzustellen; dies sei auch der Grund, warum sie weitgehend „aus dem Scheinwerferlicht“ getreten sei. 1991 lernte Schygulla auf einer Kuba-Reise die Schauspielerin Alicia Bustamante kennen, mit der sie später zusammenarbeitete und -lebte. 2011 fand sie in Berlin-Charlottenburg in einer Wohngemeinschaft mit zwei rund 30 Jahre jüngeren Mitbewohnern ein „zweites Zuhause“. 2014 verlegte Schygulla ihren festen Wohnsitz nach Berlin.
Schygulla gehörte 2003 zu den Gründungsmitgliedern der Deutschen Filmakademie. 2024 erhielt sie anlässlich der jährlichen Filmpreisverleihung „Lola“ den Ehrenpreis für ihr Lebenswerk.
Zusammen mit anderen Filmschaffenden übergab Schygulla am 20. Oktober 2015 EU-Spitzen Unterschriften der Initiative For a Thousand Lives: Be Human, ein Appell gegen Populismus und Schweigen. Sie erinnerte an ihr Dasein als Flüchtlingskind und rief dazu auf, Flüchtlingen menschlich zu begegnen, ihnen eine Chance zu geben.
Im Februar 2023 war Schygulla Erstunterzeichnerin der von Sahra Wagenknecht und Alice Schwarzer initiierten Petition Manifest für Frieden an Olaf Scholz, die für Diplomatie und Verhandlungen und gegen weitere „eskalierende Waffenlieferungen“ an die Ukraine im Zuge des russischen Überfalls aufrief.
Ihr Archiv befindet sich im Archiv der Akademie der Künste in Berlin.

## Auszeichnungen
- 1970: Schwabinger Kunstpreis

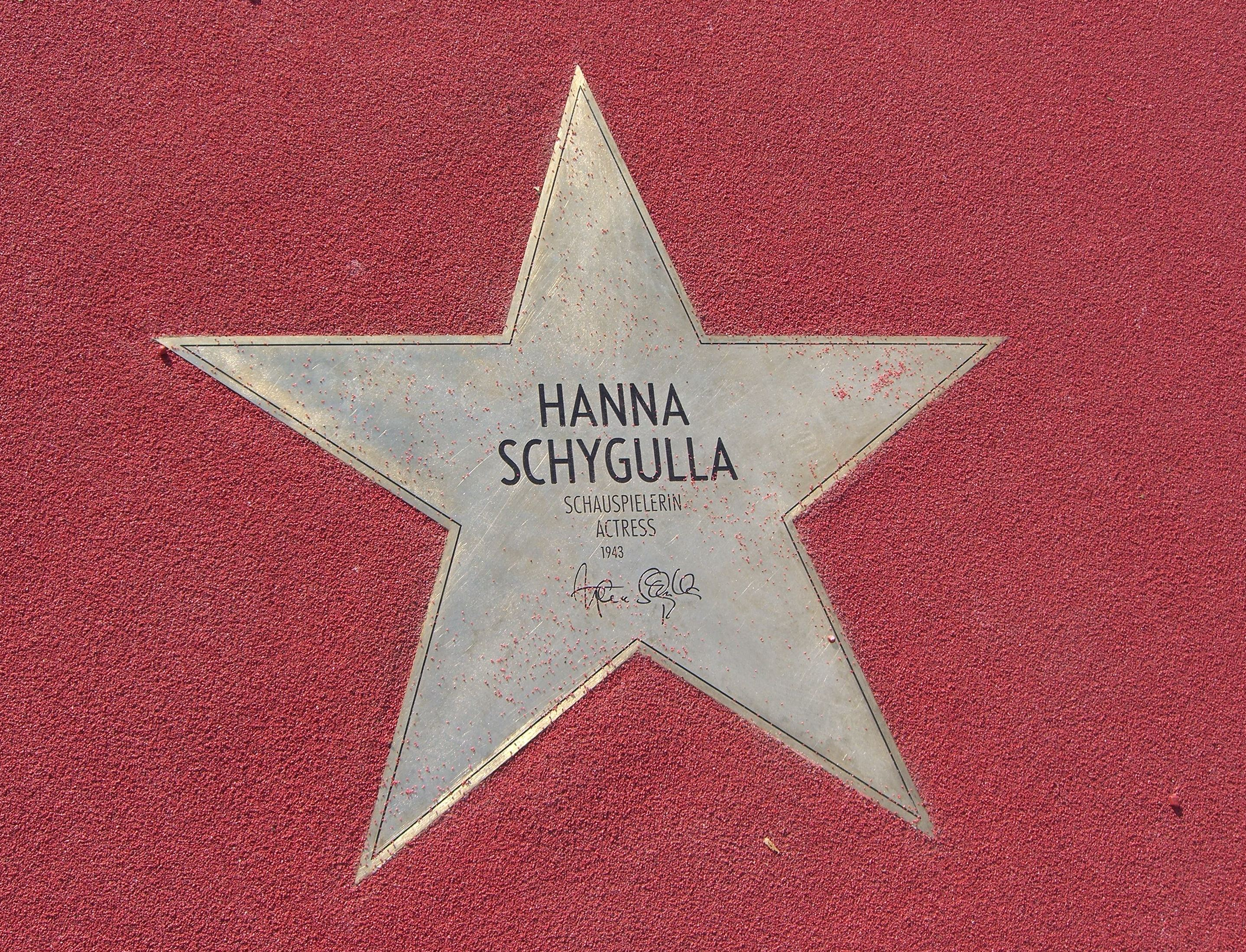
Stern von Hanna Schygulla auf dem Boulevard der Stars in Berlin

- 1970: Filmband in Gold (Darstellung) für Liebe ist kälter als der Tod, Katzelmacher und Götter der Pest im Ensemble
- 1971: Filmband in Gold (Darstellerin) für Whity und Mathias Kneißl
- 1975: Filmband in Gold (Darstellung) für Falsche Bewegung im Ensemble
- 1979: Silberner Bär (Darstellerin) auf der Berlinale 1979 für Die Ehe der Maria Braun
- 1983: Internationale Filmfestspiele von Cannes 1983 (Beste Darstellerin) für Die Geschichte der Piera
- 1983: David di Donatello für Die Geschichte der Piera
- 1984: Bambi (Frau des Jahres)
- 1987: Verdienstkreuz 1. Klasse der Bundesrepublik Deutschland
- 1999: Adenauer-de Gaulle-Preis (zusammen mit Patricia Kaas)
- 2000: DIVA-Award
- 2005: Preis für Schauspielkunst beim Festival des deutschen Films
- 2005: Ehrenpreis des Hessischen Ministerpräsidenten für besondere Leistungen im Film- und TV-Bereich
- 2007: 44. Filmfestival in Antalya (Ehrenpreis)
- 2007: 21. Internationales Filmfest Braunschweig: Europäischer Schauspielpreis Die Europa
- 2008: Beste Schauspielerin auf dem 10. RiverRun International Film Festival in Winston-Salem, North Carolina für Auf der anderen Seite
- 2009: National Society of Film Critics Award als Beste Nebendarstellerin für Auf der anderen Seite
- 2010: Goldener Ehrenbär[11]
- 2010: Stern auf dem Boulevard der Stars in Berlin
- 2011: Bayerischer Verdienstorden[12]
- 2014: Ehrenpreis Goldener Ochse auf dem Filmkunstfest Mecklenburg-Vorpommern
- 2017: Ehrenpreis des Deutschen Schauspielerpreises für das Lebenswerk[13]
- 2020: Kultureller Ehrenpreis der Landeshauptstadt München[14]
- 2024: Deutscher Filmpreis 2024: Ehrenpreis[15]

## Filmografie
- 1968: Der Bräutigam, die Komödiantin und der Zuhälter, Regie: Jean-Marie Straub
- 1969: Jagdszenen aus Niederbayern
- 1969: Kuckucksei im Gangsternest
- 1969: Katzelmacher
- 1969: Liebe ist kälter als der Tod
- 1969: Die Revolte
- 1970: Baal
- 1970: Götter der Pest
- 1970: Warum läuft Herr R. Amok?
- 1970: Mathias Kneißl
- 1970: Rio das Mortes
- 1970: Niklashauser Fart
- 1970: Pioniere in Ingolstadt
- 1971: Whity
- 1971: Warnung vor einer heiligen Nutte
- 1971: Jakob von Gunten, Regie: Peter Lilienthal
- 1972: Händler der vier Jahreszeiten
- 1972: Haus am Meer, Regie: Reinhard Hauff
- 1972: Die bitteren Tränen der Petra von Kant
- 1972: Acht Stunden sind kein Tag (Miniserie, 5 Folgen)
- 1974: Fontane Effi Briest
- 1975: Der Katzensteg, Regie: Peter Meincke
- 1975: Falsche Bewegung
- 1975: Ansichten eines Clowns
- 1976: Der Stumme
- 1977: Die Dämonen (Miniserie, 4 Folgen)
- 1979: Die Ehe der Maria Braun
- 1979: Die große Flatter
- 1979: Die dritte Generation
- 1980: Berlin Alexanderplatz (Fernseh-Miniserie, 12 Folgen)
- 1981: Lili Marleen
- 1981: Die Fälschung
- 1982: Flucht nach Varennes
- 1982: Antonieta
- 1982: Passion
- 1983: Die Geschichte der Piera, Regie: Marco Ferreri
- 1983: Heller Wahn
- 1983: Eine Liebe in Deutschland
- 1984: Die Zukunft heißt Frau
- 1986: Peter der Große (Miniserie, 4 Folgen)
- 1986: Für immer Lulu
- 1986: Barnum, Regie: Lee Philips
- 1986: Delta Force
- 1987: Miss Arizona, Regie: Pál Sándor
- 1987: Casanova, Regie: Simon Langton
- 1988: Der Sommer mit Frau Forbes, Regie: Jaime Humberto Hermosillo
- 1990: Abrahams Gold, Regie: Jörg Graser
- 1990: Aventure de Catherine C.
- 1991: Schatten der Vergangenheit
- 1992: Der Daunenträger, Regie: Janusz Kijowski
- 1993: Madame Bäurin, Regie: Franz X. Bogner
- 1993: Das blaue Exil, Regie: Erden Kiral
- 1994: Die kleinen Freuden des Lebens, Regie: Michel Deville
- 1995: Hundert und eine Nacht
- 1995: Pakten – The Sunset Boys, Regie: Leidulv Risan
- 1996: Lea, Regie: Ivan Fíla
- 1998: Black out, Regie: Menelaos Karamaghiolis
- 1998: Das Mädchen deiner Träume
- 2000: Die Werckmeisterschen Harmonien
- 2000: Für mich gab’s nur noch Fassbinder, Regie: Rosa von Praunheim
- 2001: Suche orientalischen Mann, Regie: Hiner Saleem
- 2004: Gelobtes Land
- 2005: Die blaue Grenze
- 2006: Das unreine Mal
- 2006: Winterreise
- 2007: Auf der anderen Seite, Regie: Fatih Akin
- 2008: Stolberg (Fernsehserie; Folge: Tod im Wald)
- 2008: Po-lin. Spuren der Erinnerung (Stimme)
- 2009: Heiligendamm
- 2010: Fantasia Lusitana (Dokumentarfilm, Stimme)
- 2011: Faust, Regie: Alexander Sukurow
- 2012: Lullaby to my Father
- 2013: The quiet roar
- 2013: Vijay und ich – Meine Frau geht fremd mit mir
- 2016: Tatort: Wofür es sich zu leben lohnt
- 2017: Fortunata
- 2018: Auferstehen (La prière)
- 2018: Ad Vitam (Serie)
- 2019: Der geheime Roman des Monsieur Pick (Le mystère Henri Pick)
- 2021: Alles ist gut gegangen (Tout s’est bien passé)
- 2022: Peter von Kant
- 2023: Poor Things
- 2025: Yunan

## Hörspiele
- 1970: Rainer Werner Fassbinder: Pre-Paradise Sorry Now (Myra) – Regie: Peer Raben/Rainer Werner Fassbinder (Hörspiel – SDR)
- 1970: Rainer Werner Fassbinder: Ganz in Weiß (Mädchen) – Regie: Peer Raben/Rainer Werner Fassbinder (Hörspiel – BR/HR/SDR)
- 1971: Rainer Werner Fassbinder nach Johann Wolfgang von Goethe: Iphigenie auf Tauris (Iphigenie) – Regie: Rainer Werner Fassbinder (Hörspiel – WDR)
- 1972: Rainer Werner Fassbinder: Keiner ist böse keiner ist gut  (Elvira) – Regie: Rainer Werner Fassbinder (Hörspiel – BR)
- 2000: Kerstin Specht: Der Flieger – Regie: FM Einheit/Kerstin Specht (Hörspiel – BR)

## Diskographie
- Hanna Schygulla chante/singt. Hanna Schygulla mit Orchester Peer Raben Lili Marleen/Peer Raben Thema Willie Part 1 7" Single, Philips 6005, 1981
- DVD-Set Rainer Werner Fassbinder Vol. 1 1969–1972 [9 DVDs][16]
- DVD-Set Rainer Werner Fassbinder Vol. 2: 1973–1982 (8 DVDs)[17]

## Werke

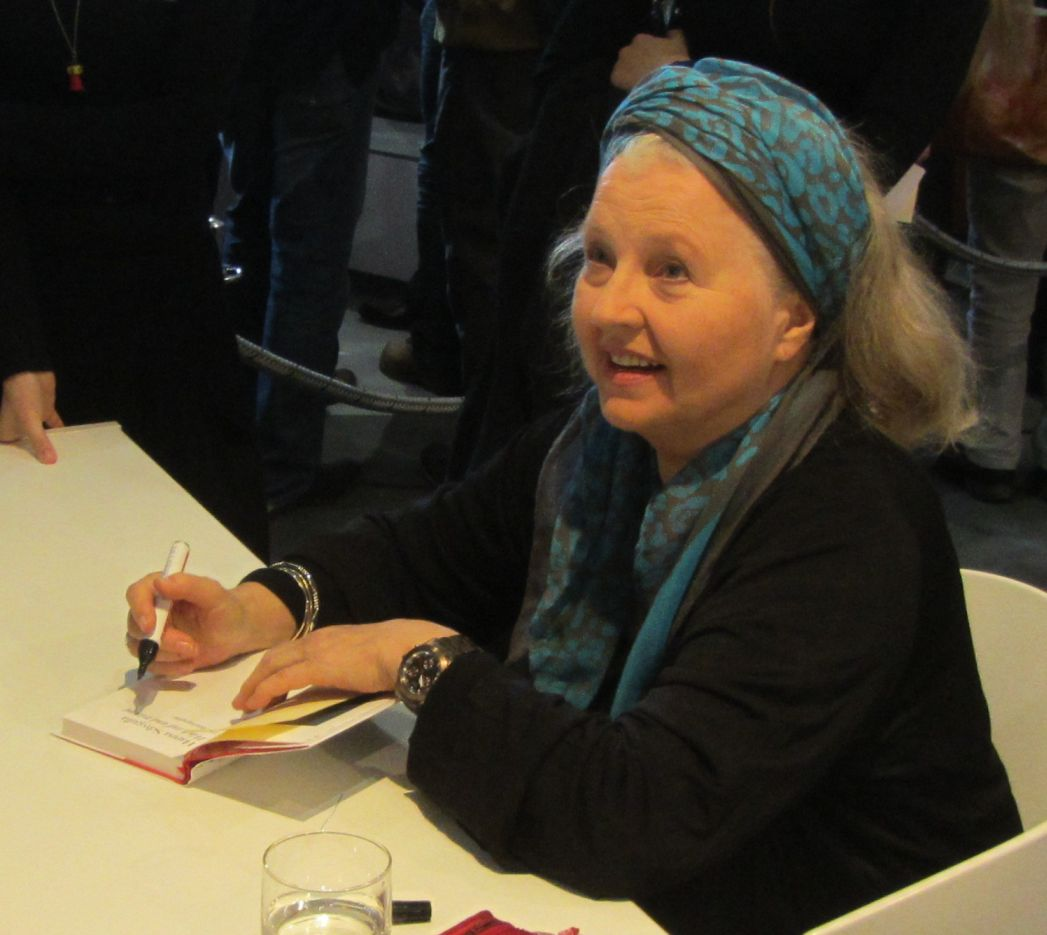
Hanna Schygulla signiert ihre Autobiographie, 2013

- Hanna Schygulla: Wach auf und träume. Die Autobiographie. Schirmer/Mosel, München 2013, ISBN 3-8296-0658-3